# Allium borszczowii
Allium borszczowii — вид рослин з родини амарилісових (Amaryllidaceae); поширений від Середньої Азії до Пакистану.

## Опис
Рослини до 30 см заввишки. Цибулина яйцювата, 1–1.5 см завширшки; зовнішні оболонки коричнюваті. Листків 3–5, 1–2 мм завширшки, лінійні, голі. Зонтики кулясті, багатоквіткові, ≈ 6 см впоперек. Оцвітина дзвінчаста. Листочки оцвітини ланцетні, ≈ 6 мм завдовжки, від білого до рожевого кольору з чіткими пурпурними прожилками.

## Поширення
Поширення: Афганістан, Іран, Казахстан, Пакистан, Туркменістан, Узбекистан.